# پلنگ آمور
پلنگ آمور (Panthera pardus saxicolor) یا پلنگ منچوری یکی از زیرگونه‌های پلنگ بومی خاور دور روسیه، شبه‌جزیره کره و شمال شرقی چین است.
نسل این حیوان در چین از میان رفته و تنها جمعیت بسیار کوچکی از آن در روسیه در مرز چین و کره شمالی باقی‌مانده که بر اساس سرشماری سال ۲۰۰۷ تعداد آن‌ها فقط ۱۴ تا ۲۰ پلنگ بالغ و ۵ یا ۶ توله پلنگ است. همین شمار اندک نیز با خطراتی چون توسعه شهرها، ساخت راه‌های تازه، شکار، بهره‌برداری از جنگل‌ها و تغییرات آب و هوایی روبرویند. از همین رو این حیوان بر لبهٔ پرتگاه انقراض قرار گرفته‌است.
وزن جنس نر پلنگ آمور ۳۲ تا ۴۸ کیلوگرم است و به‌ندرت نرهایی با وزن ۶۰ تا ۷۵ کیلوگرم دیده شده‌اند. ماده‌ها کوچک‌ترند و ۲۵ تا ۴۳ کیلو وزن دارند. مهمترین شکارهای این جانور دو نوع گوزن سیکا و شوکا در کنار خرگوش و آهو است.
حدود ۳۰۰ پلنگ آمور در باغ وحشهای روسیه، اروپا و آمریکای شمالی موجود است. این پشتوانه ژنتیکی نشان دهنده ی تاثیر این پروژه بوده و نشان می دهد که این پروژه موفق شده است.